# Carl F.W. Borgward

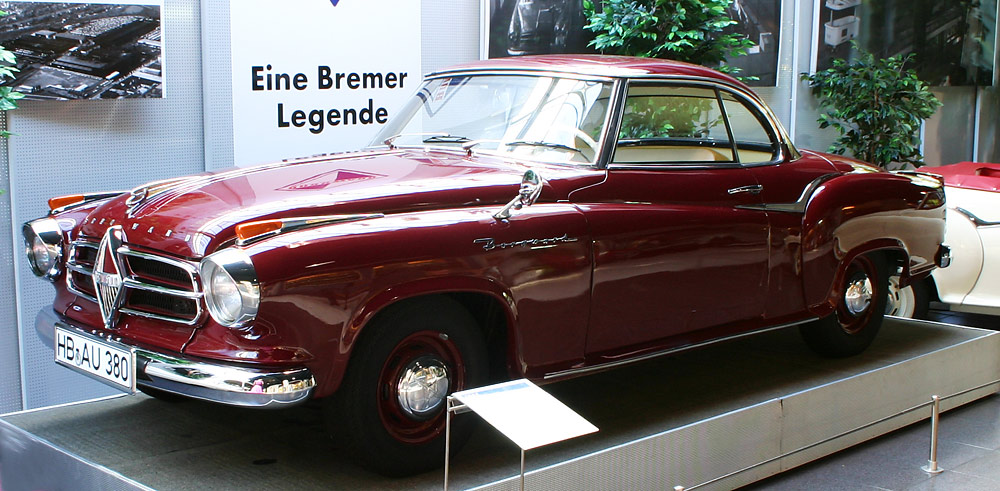
Borgward Isabella

Carl F.W. Borgward, Carl Friedrich Wilhelm Borgward, tysk industrialist (biltillverkare), född 10 november 1890 i Hamburg, död 28 juli 1963 i Bremen Carl F.W. Borgwards livsverk var skapandet av Borgward som under 1950-talet var Europas största privata biltillverkare med flera klassiska modeller som Isabella och P100. Borgward ägde Hansa, Hansa-Lloyd och Goliath-fabrikerna.
Borgward växte upp under enkla förhållanden som son till en kolhandlare och hade 12 syskon. Han utbildade sig till ingenjör vid Technikum i Hamburg. Han inkallades 1914 men en skada i kriget gjorde att han inte var en längre tid. 1919 gick han in som delägare i Bremer Reifenindustrie och strukturerade om företaget 1920 till Bremer Kühlerfabrik Borgward & Co.
1924 utvecklades han transportfordonet med tre hjul, Blitzkarre och dess efterföljare Goliath som blev försäljningsframgångar. Han och affärspartnern köpmannen Wilhelm Tecklenborg tog över Hansa-Lloyd 1929-1931 och tog fram den trehjuliga Pionier. Fler modeller följde som Hansa 1100, 1700 och 2300. 1937 lämnade Tecklenborg företaget och Borgward blev ensam ägare. 1938 stod en ny fabrik klar i Bremen för personbilstillverkning men andra världskriget stoppade tillverkningen. Istället blev Borgwards produktionsanläggningar delar av den tyska krigsindustrin med en stor andel krigsfångar och tvångsarbetare i produktionen. Borgward internerades under nio månader efter kriget av amerikanarna för sin medverkan i krigsindustrin. 
1949 presenterade Borgward en nykonstruktion av Hansa 1500 som blev starten för framgångar efter andra världskriget. För sina framgångar förärades Borgward titeln Dr. Ing. vid Technische Hochschule Hannover. Borgward Isabella blev hans största framgång. Han mottog 1955 Bundesverdienstkreuz.
1960 hamnade Borgward i en ekonomisk kris vilket ledde till Borgward-koncernens konkurs 1961. Fabrikerna monterades ner eller fick ny verksamhet. Carl Friedrich Wilhelm Borgward dog i en hjärtinfarkt 1963. Borgward fanns som bilmärke under åren 1939-1961.